# Cottus sibiricus
Cottus sibiricus är en fiskart som beskrevs av Kessler, 1889. Cottus sibiricus ingår i släktet Cottus och familjen simpor. Inga underarter finns listade i Catalogue of Life.